# Körhäst

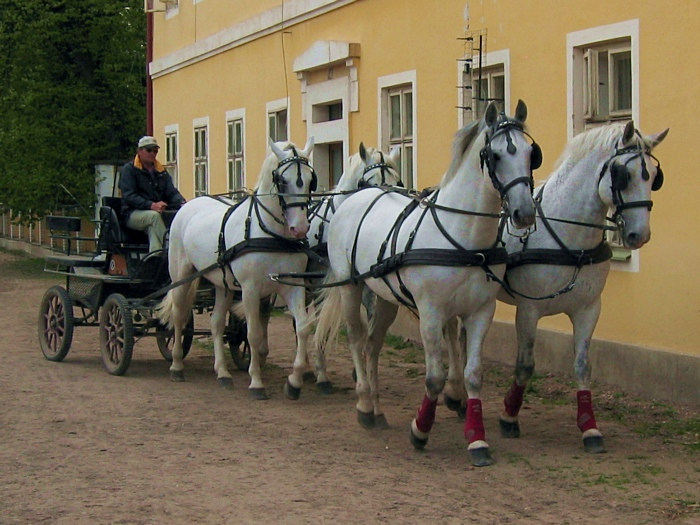
Ett fyrspann med körhästar

En körhäst är en typ av häst som används till att dra hästvagnar. Körhästar var omåttligt populära under 1800-talet och det beräknas att det fanns cirka tio miljoner körhästar över hela världen under 1800-talet. Idag är det inte så vanligt att se hästar som drar vagnar förutom inom travsporten, men körhästar används inom hästsporten i olika körtävlingar och även till utställningar och speciella shower för typiska körhästar. En typisk körhäst är stolt, högrest och kraftigare än en typisk ridhäst, men ska samtidigt vara elegant med bra rörelser och god uthållighet. 

## Historia
Hästen har använts som dragdjur sedan den domesticerades för ca 6 000 år sedan. Släpor, vagnar och kärror utvecklades, för att kunna utnyttja hästen till packning och resor för en eller flera personer samtidigt. Framförallt ökade även krigföringen, när man kunde transportera mycket mer vapen och soldater. De hästar som var för små för att ridas, kunde nu användas till vagnarna. Att använda hästen som fordon var även till stor hjälp för människan när denna ville erövra mark. Egyptierna koloniserade bland annat dalgångarna vid Eufrat och Tigris med hjälp av häst och vagn. 
Den industriella revolutionen under 1800-talet ledde till att befolkningen ökade kraftigt i storstäderna, och likadant blev det med antalet hästdragna fordon. Både mjölk och post delades ut med hjälp av hästdragna kärror. Till och med brandkåren använde sig av hästdragna kärror med vattenpumpar, som kunde väga flera hundra kilo. Denna nya revolution krävde hästar som var tillräckligt starka för att dra de tunga vagnarna, men samtidigt skulle de ge ett elegant uttryck och kunna användas som ridhästar. 
Den främsta aveln av körhästar skedde i England under 1600-talet och 1700-talet. Med hjälp av det engelska fullblodet Messenger utvecklade man bland annat de gamla körhästarna som existerat i England sedan 1400-talet. De nya hästarna kallades Norfolktravare, Norfolk Roadster eller Yorkshire Roadster. Norfolktravarna hade en vägvinnande trav och var utmärkta körhästar, då de både var starka och uthålliga. Norfolktravaren dog dock ut under slutet av 1800-talet, när de flesta avlades upp i Hackneyhästen, när man korsade dem med travhästar. Hackneyhästen är en riktigt elegant körhäst som är lätt i typen, men med karaktäristiska höga knälyft. 
Den främst använda körhästen utvecklades dock under 1600-talet. Cleveland Bay-hästen är en ädel körhäst som dokumenterats i England sedan medeltiden, men under 1600-talet utvecklades hästen med berberhästar och spanska hästar. Cleveland Bay blev den mest framstående av de europeiska körhästarna och är den vanligaste hästen i det kungliga hovstallet i England. 
Under hela 1800-talet hade körhästen sin storhetstid. I storstäderna drog de hästomnibussar, vagnar och spårvagnar. Under slutet av 1800-talet beräknade man antalet körhästar i världen till cirka 10 miljoner stycken, varav 3-5 miljoner av dem drog vagnar i storstäderna i USA. 
Under Första världskriget användes körhästar i stor utbredning av de olika kavallerierna. De användes till att dra vagnar med vapen och ammunition, och för att dra fotsoldaterna till striderna. Under Andra världskriget började arméerna istället använda sig av motorfordon och hästen blev överflödig i krigföringen. Även efterkrigstiden ledde till att körhästen började minska drastiskt i antal. Allt fler ersatte häst och vagn med bilar, bussar, tåg och spårvagnar. 
Idag är det relativt ovanligt att se hästdragna kärror, och häst och vagn är mest till för nöjes skull eller inom turismen. I Asien och Afrika är det dock en vanligare syn att hästar kör vagnar med last eller drar turister till olika sevärdheter. I Europa och Nordamerika är det vanligare att man tävlar i körning, eller visar upp sina körhästar i speciella utställningar och shower för körhästar. Även inom shower för mycket små ponnyer, till exempel Shetlandsponnyn, Miniatyrhästen och Falabellan, som är för små för att ridas, visas de istället upp framför vagn.

## Egenskaper

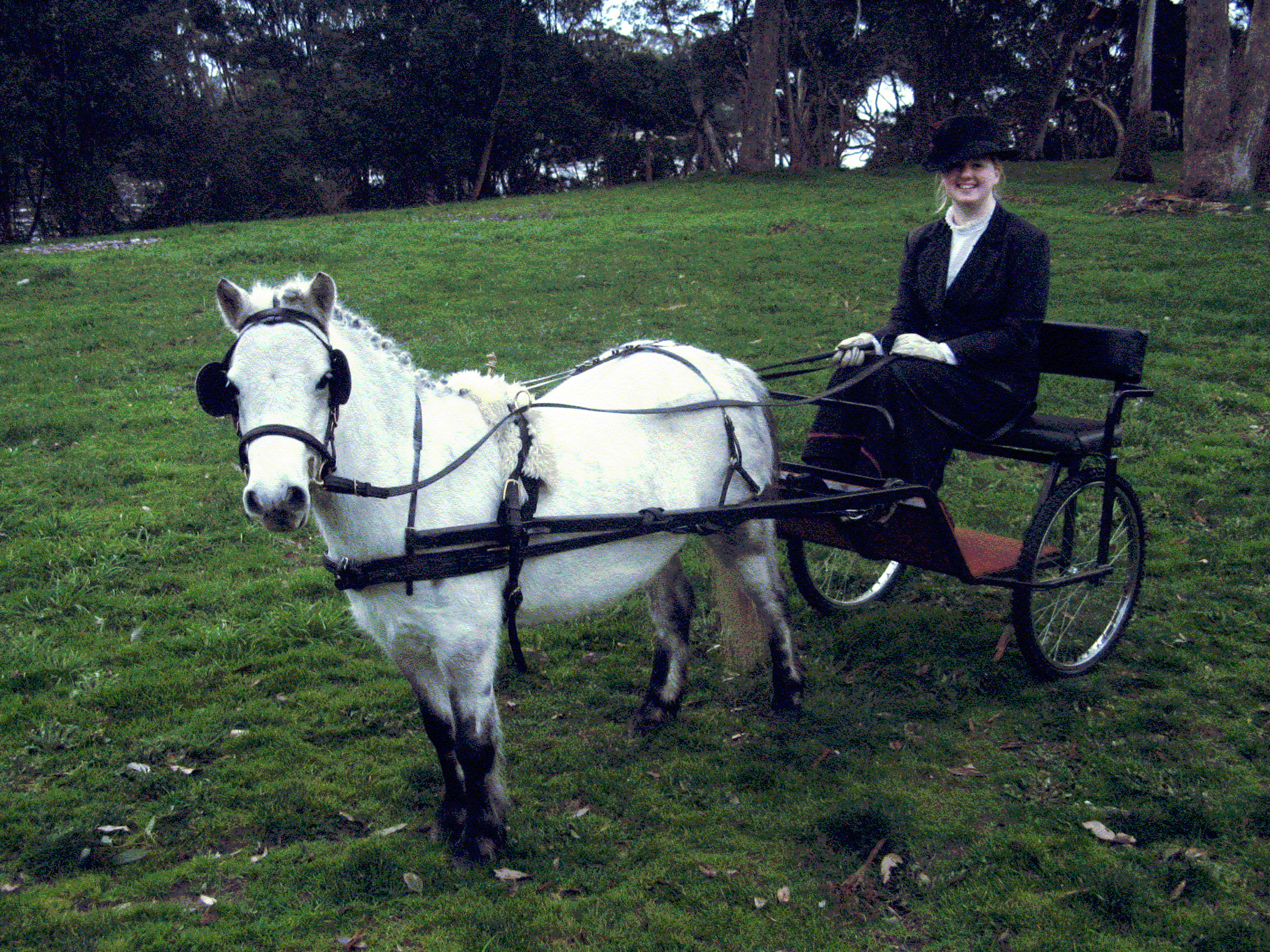
Även riktigt små ponnyer som Shetlandsponnyer kan dra relativt tunga vagnar

En körhäst kan se ut precis som helst och vara av vilken ras eller typ som helst. Körning sker både inom travsporten med de typiska travhästarna och med ponny och inom turism. Körning finns även som hästsport. Det är även vanligt att man använder grövre hästar som kallblodshästar till körning. De typiska körhästarna som Hackneyhästen och Cleveland Bay är dock lite kraftigare och mer högresta varmblodshästar med ett nobelt och stolt utseende. 
Rörelserna och uthålligheten var det viktigaste hos en körhäst under dess storhetstid på 1800-talet. Rörelserna ska vara energiska, vägvinnande och snabba och ofta är det önskvärt med höga knärörelser som hos exempelvis Hackneyhästen. 